# Shelley Morrison
Shelley Morrison (Nova Iorque, 26 de outubro de 1936 – Los Angeles, 1 de dezembro de 2019) foi uma atriz norte-americana.

## Biografia
Nascida Rachel Mitriani e algumas vezes aparecendo em produções sob o nome de Rachel Dominguez, Morrison atuava nos palcos e na televisão desde o início da década de 1960. Ela teve um papel fixo no antigo seriado The Flying Nun interpretando a "Irmã Sixto", e continuou tendo papéis secundários até conseguir uma participação fixa na novela General Hospital em 1982.
Apesar de ter interpretado vários personagens estereotipados de latinos, incluindo suas participações no The Flying Nun e Will & Grace, Shelley é na verdade nascida e criada no Bronx, Nova Iorque, vinda de uma família judia. Seu pai, Maurice Morris, fabricava roupas e morreu quando ela tinha 10 anos, mas antes de morrer mudou-se com a família para Los Angeles.
Morrison mais tarde estudou drama na Los Angeles City College e acabou conseguindo seus primeiros papéis em filmes, como Divorce American Style e How to Save a Marriage(And Ruin Your Life).
Em 1988, ela descobriu-se com câncer e teve que passar por uma cirurgia a fim de retirar o tumor. Porém a doença retornou em 1998 e ela submeteu-se a uma mastectomia completa. Shelley também enfrentou câncer do pulmão que a obrigou a retirar uma parte do seu pulmão direito. Ela vivia com seu marido, Walter Dominguez, em um apartamento de três andares em Los Angeles, o mesmo onde seu pai acomodou a família cinco décadas antes.
Seu papel mais famoso é a empregada salvadorenha Rosario Salazar no aclamado seriado Will & Grace. O personagem foi originalmente criado para apenas uma participação de alguns episódios, mas tornou-se tão bem quisto pelos espectadores que acabou sendo efetivada no elenco principal. Além de ser criada de Karen Walker, a personagem foi agraciada com um casamento de conveniência com Jack McFarland, o afetado dançarino-aprendiz-de-ator interpretado por Sean Hayes. Tudo para, na história, salvá-la da deportação.
Dentre as 25 participações em filmes e 35 em programas de televisão, Morrison interpretou uma empregada ou criada no mínimo em 32 vezes. Ela havia acabado de informar sua empresária que não lhe oferecesse mais papéis de empregada, justamente quando a oferta para Will & Grace apareceu.

Morrison morreu no dia 1 de dezembro de 2019, aos 83 anos, em decorrência de insuficiência cardíaca.